# Јунионтаун (Вашингтон)
Јунионтаун (енгл. Uniontown) град је у америчкој савезној држави Вашингтон. По попису становништва из 2010. у њему је живело 294 становника.

## Демографија
Према попису становништва из 2010. у граду је живело 294 становника, што је 51 (14,8%) становника мање него 2000. године.
| Група             | 2000.       | 2010.       |
| Белци             | 327 (94,8%) | 279 (94,9%) |
| Афроамериканци    | 0 (0,0%)    | 0 (0,0%)    |
| Азијати           | 2 (0,6%)    | 3 (1,0%)    |
| Хиспаноамериканци | 16 (4,6%)   | 4 (1,4%)    |
| Укупно            | 345         | 294         |